# موریس الیور
موریس الیور (انگلیسی: Maurice Olivier; ۱۰ ژانویهٔ ۱۸۸۷ – ۱۵ مهٔ ۱۹۷۸) بازیکن فوتبال اهل فرانسه بود.
از باشگاه‌هایی که در آن بازی کرده‌است می‌توان به اشاره کرد.
وی همچنین در تیم ملی فوتبال فرانسه بازی کرده‌است.